# Anthony Martial
Anthony Joran Martial (Massy, 5 de dezembro de 1995) é um futebolista francês que atua como atacante. Atualmente está no AEK Atenas.

## Clubes

### Lyon
Atuando pelo Lyon, Martial fez sua estreia profissionalmente no dia 6 de dezembro de 2012, 17 anos, na Liga Europa contra o Hapoel Ironi Kiryat Shmona. Ele substituiu Yassine Benzia aos 80 minutos.
Sua estreia na Ligue 1 aconteceu em 3 de fevereiro de 2013 contra o AC Ajaccio.
Martial atuou por apenas quatro vezes desde sua estreia no Lyon e deixou a equipe ainda em 2013 sem ter conquistado troféus ou participado diretamente de gols.
A jovem promessa deixou a equipe de maneira muito precoce por conta do equilíbrio de finanças que o Lyon pretendia fazer para época seguinte. Em seu site oficial, o time francês afirmou que não possuía o desejo de vendê-lo, mas precisou fazer esse movimento por conta da recusa de Gomis a sair da equipe, já que este tinha recusado propostas de dois times da Premier League.

### Monaco
Em 30 de junho de 2013, o AS Monaco anunciou a contratação de Martial para um período de três anos, através de um valor de cinco milhões de euros, mais bônus.
Seu início na equipe Monegasca foi discreto. Após iniciar na Ligue 1 vencendo o Nantes, o jogador estufou as redes na partida seguinte ao fim do primeiro tempo diante o Stade Rennais. Dois jogos depois, voltou a se destacar marcando um gol diante o EA Guingamp. Após isso, deixou de participar de tentos até a temporada posterior.
Nessa época, Martial teve um início muito tímido em relação a participações em gols. Seu primeiro tento na Liga Francesa ocorreu no clássico diante o PSG na rodada nove, mas só voltou a balançar as redes na 28ª partida.
Todavia, esse jogo marcou uma ótima sequência para o jovem atacante francês. Após estufar as redes do Évian na rodada 28, o atleta fizera um doblete contra o Bastia na partida seguinte. Nos próximos dois jogos, ele marcou um tento em cada um dos duelos diante o Stade de Reims e o Saint-Etienne.
Após passar em branco no embate seguinte contra o Montpellier, retornou ao caminho do gol ao vencer o goleiro do Caen. O francês viria a fazer seus últimos gols ao enfrentar o Lens e o Toulouse nas rodadas 34 e 35.

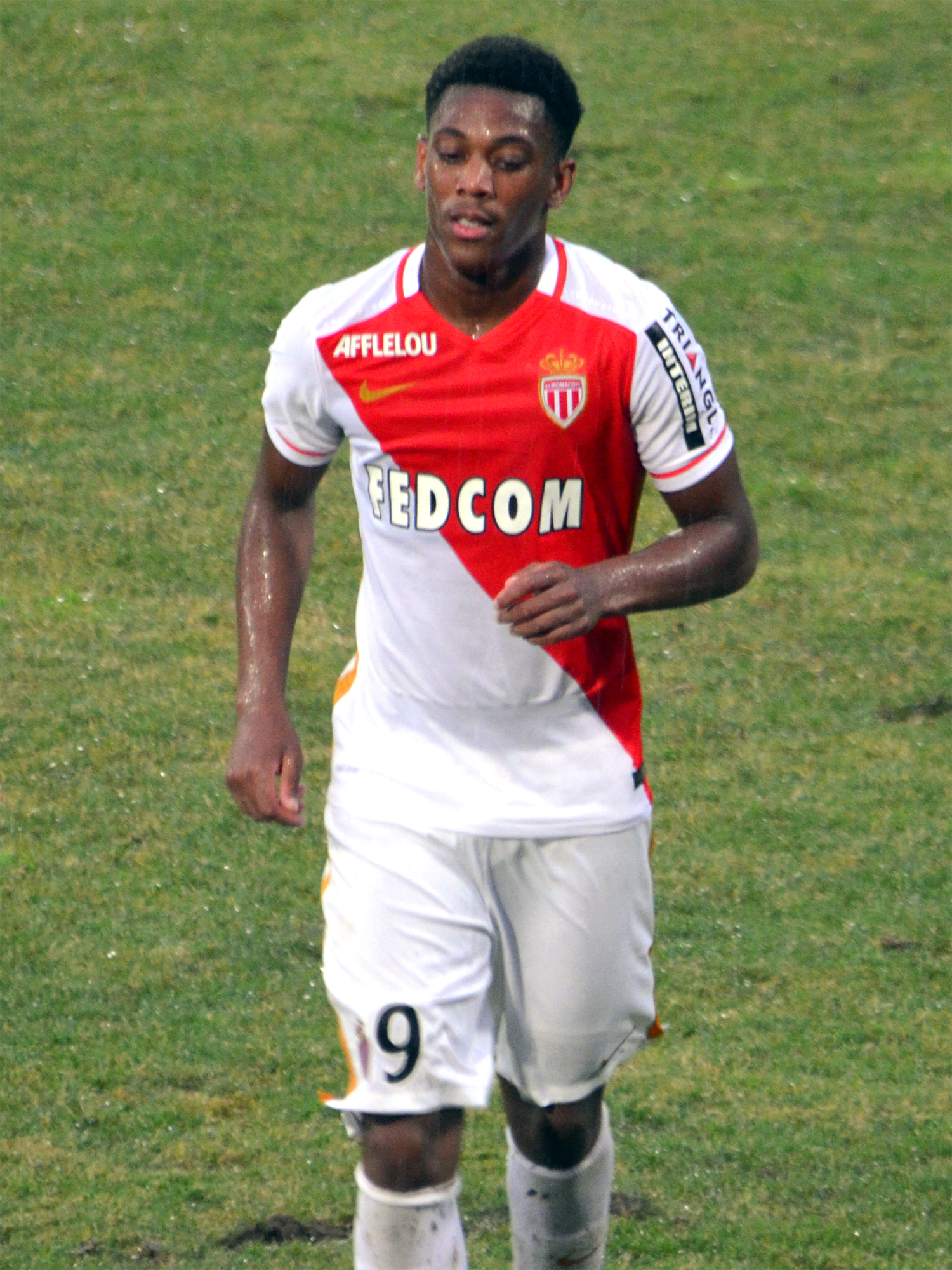
Martial em 2015.

Apesar da campanha regular do jogador, o time não conseguiu quebrar a hegemonia do Paris Saint-Germain e ficou apenas na terceira colocação geral. Uma a menos que na época anterior.
Em copas nacionais, Anthony pôde chegar, no máximo, na semifinal das duas copas nacionais francesas. Ao estrear no time, o jogador disputou os últimos três jogos do seu time na Copa da França de 2013–14. Nesse período, não marcou nenhum gol e a equipe perdeu a chance de disputar a decisão após perderem para o Guingamp por 3 a 1.
Na Copa da França seguinte, o jogador foi essencial na campanha que levou a equipe até as quartas de final da Copa da França. Em três jogos, marcou dois gols divididos entre partidas da terceira eliminatória e oitavas de final. No entanto, o atleta ficou de fora do embate contra o PSG nas quartas e a equipe foi eliminada com os gols de David Luiz e Edinson Cavani.
Após uma precoce eliminação na Copa da Liga Francesa de 2013–14, Martial conseguiu balançar as redes em todos os três jogos da equipe na competição da época posterior. Em sua estreia, o time empatou com o Olympique Lyonnais e coube a Anthony acertar sua cobrança nas penalidades. Na partida seguinte, contra o Guingamp, o atacante fechou o placar ao fazer o segundo gol do Monaco na partida. Por fim, ao serem eliminados pelo Bastia em uma disputa por pênaltis na semifinal, o jogador também acertou sua cobrança.
O jogador teve a oportunidade de disputar a Fase de Grupos de uma competição europeia apenas uma vez em seu tempo no Monaco. O time de Mónaco pôde disputar a Liga dos Campeões da UEFA de 2014–15 e passou entre os dois primeiros colocados. O time do francês, que também possuía Layvin Kurzawa, Dimitar Berbatov, Fabinho, Yannick Carrasco e Bernardo Silva, conseguiu eliminar o Arsenal nas oitavas de final (com Martial dando uma assistência no jogo de ida). Nas quartas, porém, foram eliminados pela Juventus por 1 a 0 no placar agregado.
Após essa campanha, que culminou no atacante fazendo 12 gols em 48 jogos, o atleta passou a ser cobiçado pelas principais equipes da Europa. O desempenho havia sido tão positivo que ele vencera o prêmio Golden Boy em 2015 e tão logo deixou o Monaco.
Pouco antes de deixar o time, o atleta esteve em campo na Nas qualificações para Liga dos Campeões de 2015–16. Na campanha que levou a equipe à Fase de grupos, Anthony estufou as redes do BSC Young Boys no jogo de volta da 3ª Eliminatória. Após reverterem uma derrota de 3 a 1 diante o Valencia nos play-offs, o atleta viria a sair da equipe em setembro para rumar à Inglaterra.
Após suas temporadas de sucesso, o francês saiu do clube com 70 jogos e 15 gols marcados.

### Manchester United
Em 1 de setembro de 2015 foi transferido ao Manchester United para quatro temporadas, com opção por mais uma ao final deste prazo. Marcou um gol logo em sua estreia em partida contra o Liverpool. Sua estreia positiva rendeu um elogio do ídolo dos Red Devils: Gary Neville

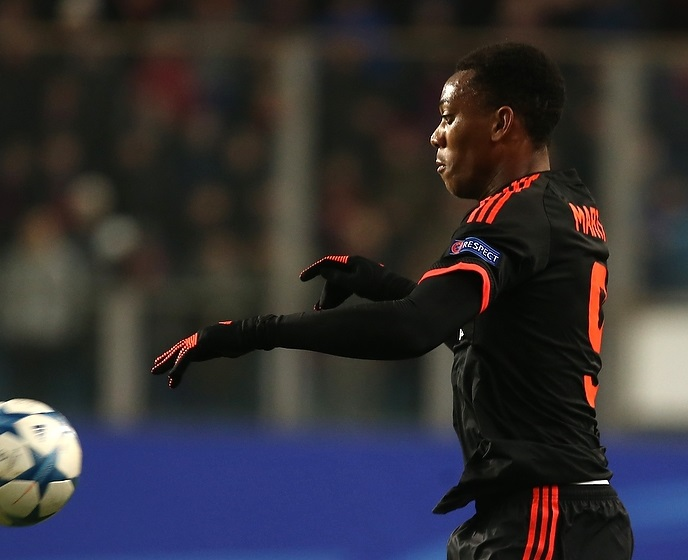
Martial dominando uma bola pelo Manchester United em 2015.

| “               | É um começo e tanto. Acho que dizer 'algum jogador' é um pouco cedo. Eu não imaginaria que ele teria a compostura que ele teve. Se você olhar para seu histórico de gols antes de vir para o Manchester United - acho que foram 15 gols em 70 jogos - isso não sugere que ele tenha esse nível de compostura. Houve uma pressão enorme sobre ele e ele estará ciente disso, da expectativa e do preço. Ele entrou em um jogo contra o Liverpool por 20 minutos e aproveitou a chance da maneira que fez. Hoje [o primeiro gol] foi seu primeiro momento na área. Ser redundante no jogo por 30 minutos e então mostrar essa compostura e classe naquele momento diz muito sobre ele. | ” |
| — Gary Neville. | |   |

Apesar do início positivo, Martial viveu momentos muito intensos no decorrer dos seus anos de Premier League. Em sua primeira época, destacou-se muito marcando 11 gols em 31 partidas. Porém, na Premier League de 2016–17, teve um desempenho mais discreto ao fazer apenas quatro tentos em 25 jogos. Na edição posterior, aumentou seu número para nove bolas na rede em 30 jornadas.

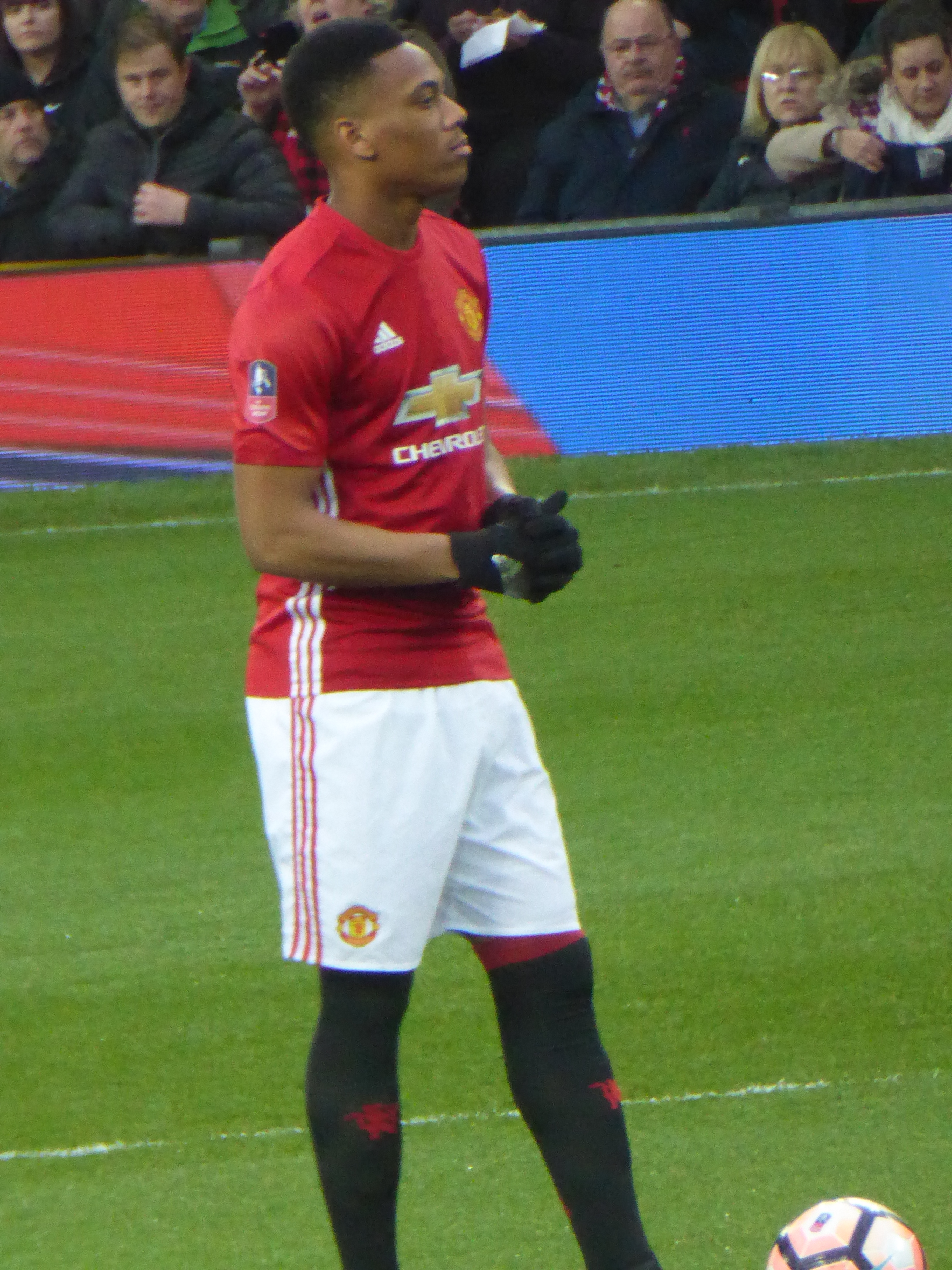
Martial em 2017.

No entanto, destacou-se demasiadamente nas próximas duas épocas de Campeonato Inglês. Das rodadas oito até a 12 da Premier League de 2018–19 , Martial balançou as redes do Newcastle, Chelsea (duas vezes), Everton, Bournemouth e Manchester City em sequência. Até o fim da competição, voltou a balançar as redes contra o Arsenal, Cardiff, Fulham e Watford. Desse modo, terminou sua melhor época, até aquele momento, com melhor média de gols na Liga Inglesa: 10 tentos em 27 partidas.
Na Premier League de 2019–20, o jogador viria a ter seu melhor momento na competição. No primeiro turno, o atleta chegou a marca de seis gols, tendo perdido alguns jogos no início da época por conta de uma lesão na coxa.
Na segunda metade da Liga, porém, o jogador viria a ser um exímio atacante. Balançou as redes do Bunrley, Norwich, Chelsea, Watford, Manchester City, Sheffield United (onde se tornou o primeiro jogador do Manchester United a marcar um hat-trick desde a saída de Alex Fergusson.), Bournemouth, Southampton e Crystal Palace.
Assim, o francês chegou a marca de 17 gols em 32 jogos na Liga. O jovem empatou com o número de tentos de Marcus Rashford, seu colega de ataque na equipe vermelha. Além de tantos tentos, o jogador também contribuiu seis vezes para passes a gol.
A temporada arrebatadora de Martial, no entanto, foi apenas o seu último grande momento na equipe inglesa. Ao voltar para Premier League de 2020–21 o jogador foi rapidamente suspenso após levar um cartão vermelho em uma derrota por goleada de 6 a 1 contra o Tottenham na quarta rodada.

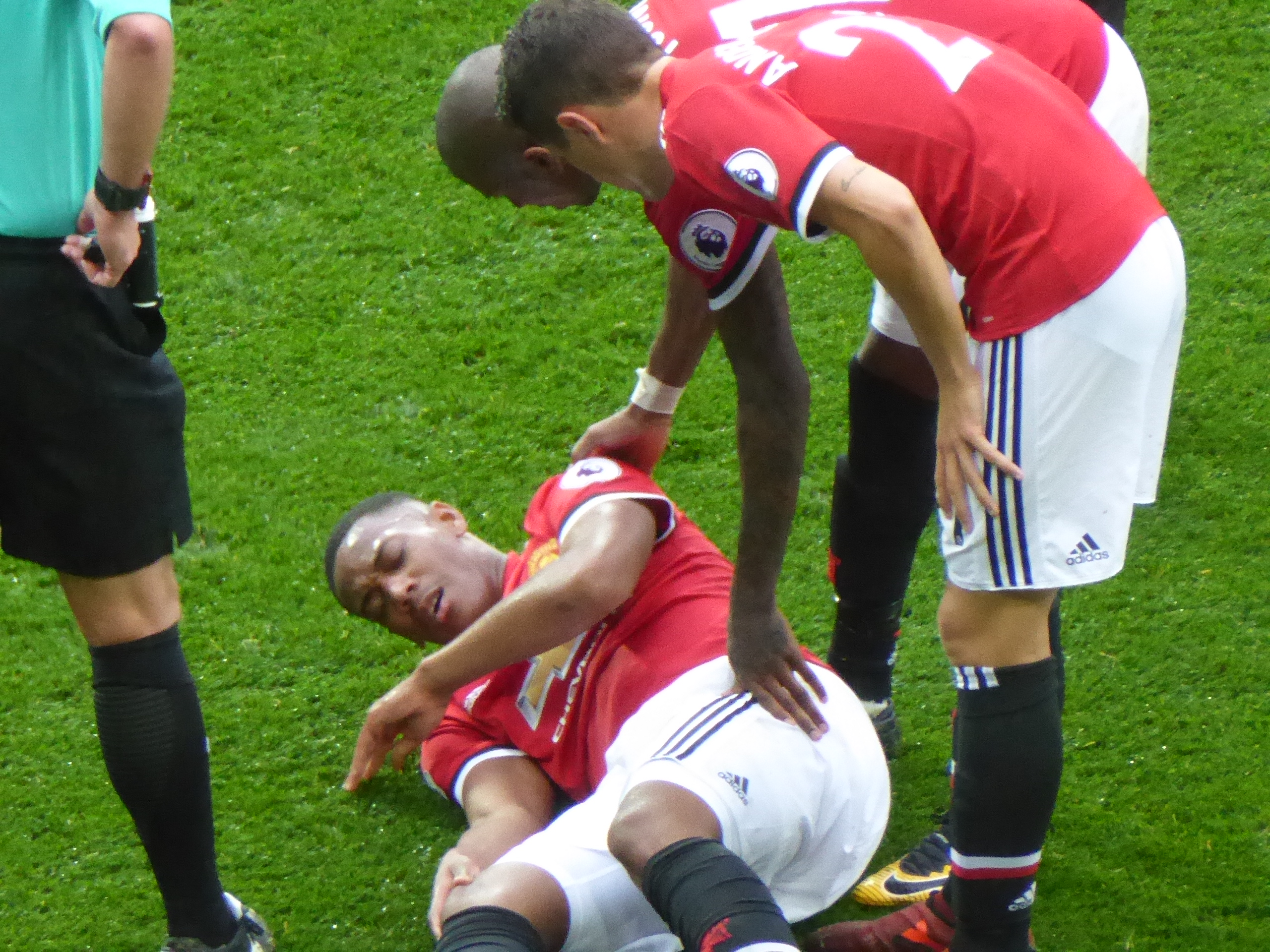
Martial sofreu com algumas lesões em sua passagem pelo United.

Posteriormente, o jogador até chegou a balançar as redes do Sheffield United na partida 13, mas sofreu uma forte lesão no joelho no terceiro mês de 2021 e ficou até o fim da temporada sem entrar em campo. Assim, marcou apenas quatro gols em 21 partidas.
O jogador voltou aos gramados na primeira rodada da Premier League de 2021–22, e pôde marcar um gol contra o Everton na sétima rodada. Porém, o baixo desempenho do francês nos demais jogos fizeram com que o atleta tivesse de passar por um empréstimo no meio da temporada.
Além de suas campanhas na Premier League, o jogador também foi um atleta frequentemente convocado para participar das partidas da Copa da Inglaterra. Em sua estreia na competição, Martial foi uma das principais peças que levaram o United a conquistar o troféu nacional. Em sete jogos, participou diretamente de seis gols (sendo quatro assistências e dois tentos)[carece de fontes?] e comemorou o título após os Red Devils derrotarem o Crystal Palace no ano de 2016.
Na FA Cup de 2016–17, Martial marcou um gol na estreia da competição diante o Reading. O clube, porém, foi posteriormente eliminado pelo Chelsea na 6ª eliminatória. Na edição seguinte, o United retornou à decisão, mas foram novamente derrotados pelo Chelsea pelo mesmo placar de 1 a 0.

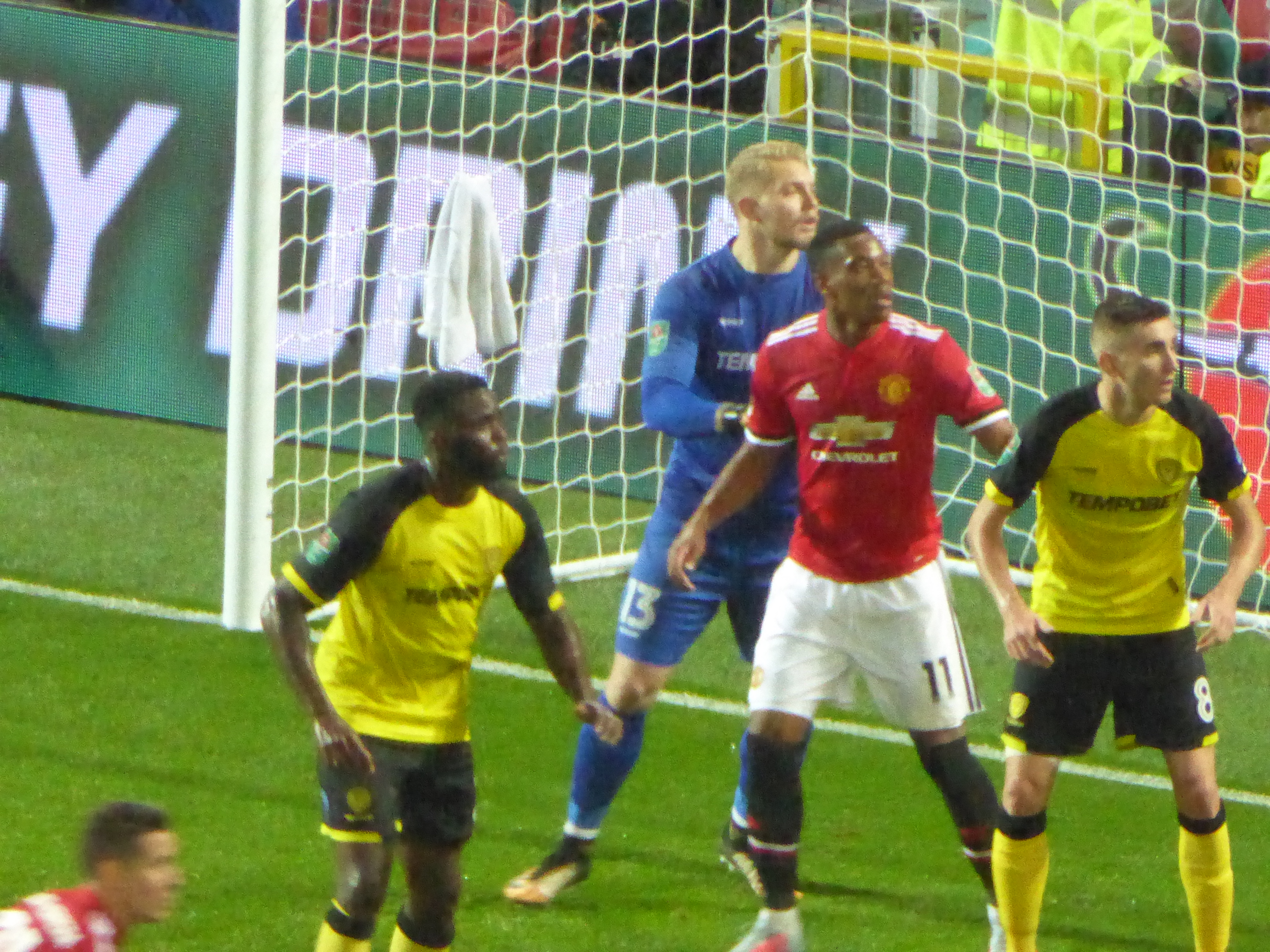
Anthony em campo pela FA Cup.

Na FA Cup de 2019–20, enquanto fazia sua melhor temporada, Martial novamente era importante em uma boa campanha do United. Apesar de terem sido eliminados na semifinal, o francês colaborou com um gol e quatro assistências em cinco jogos na Copa.
Suas campanhas na Copa da Liga foram relativamente mais regulares. No entanto, o jogador só pôde chegar a uma decisão na edição de 2016–17. Na campanha, o jogador marcou dois gols no mesmo jogo diante o West Ham nas quartas de final. No jogo final, o United superou o Southampton por 3 a 2.
Até ser emprestado para outra equipe em 2022, o jogador chegou a mais duas semifinais da Copa da Liga. O atacante, porém, não marcou gols nesses jogos e foi eliminado, ambas as vezes, pelo Manchester City.
Por conta do seu bom desenho na FA Cup de 2015–16, o jogador teve a oportunidade de disputar a Supercopa da Inglaterra de 2016 contra o Leicester City. Na ocasião, o jogador foi titular e viu o United derrotar a equipe de Jamie Vardy por 2 a 1.
Martial teve a oportunidade de disputar a Liga Europa da UEFA em algumas oportunidades desde a sua chegada na equipe de Manchester. Seu primeiro gol na competição ocorreu na Liga Europa da UEFA de 2015–16, quando estufou as redes do Liverpool em uma eliminação nos 16 avos.

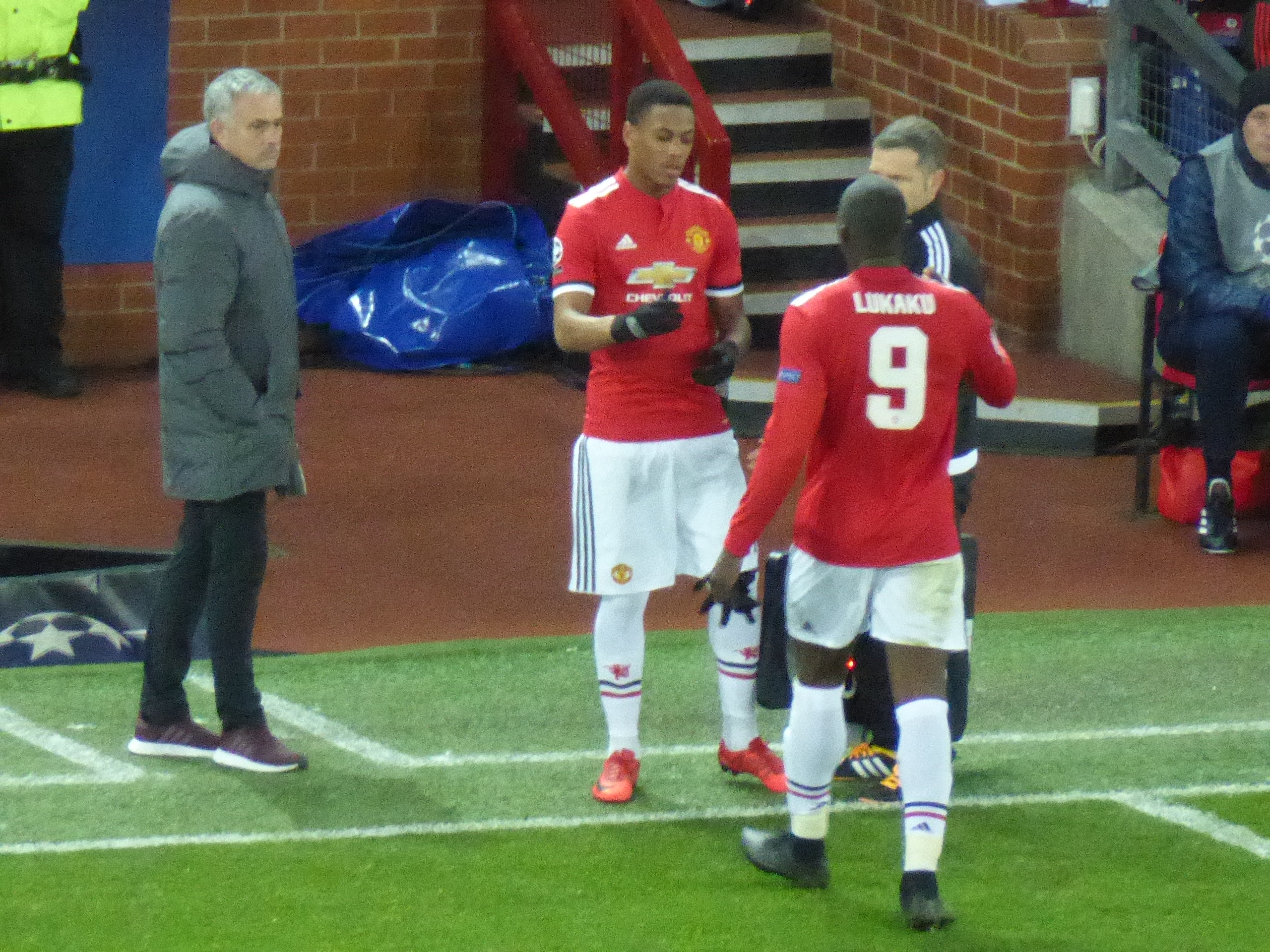
José Mourinho colocando Martial em campo após substituir Romelu Lukaku.

No entanto, sua melhor campanha aconteceu sob o comando de José Mourinho. Anteriormente, por conta de Memphis Depay, Martial atuava centralizado no ataque. No entanto, após os desempenhos ruins do neerlandês, e a campanha sólida de Marcus Rashford no ataque dos Red Devils, Depay foi, aos poucos, perdendo espaço no elenco, dando lugar para o francês ascender aos titulares na ponta esquerda.
Ao entrar em campo na Liga Europa da UEFA de 2016–17, o atacante foi regularmente utilizado na campanha e chegou a marcar um gol contra o Fenerbahçe na Fase de Grupos. O jogador não contribuiu mais com gols ou assistências, mas conseguiu vencer o Ajax Amsterdam na final.
Após isso, o jogador só voltou a disputar a Liga Europa novamente na temporada 2019–20. Lá, foi importante na campanha semifinalista do time. Em sete partidas, marcou quatro gols, mas viu os ingleses serem despachados da busca pelo título pelo Sevilla.

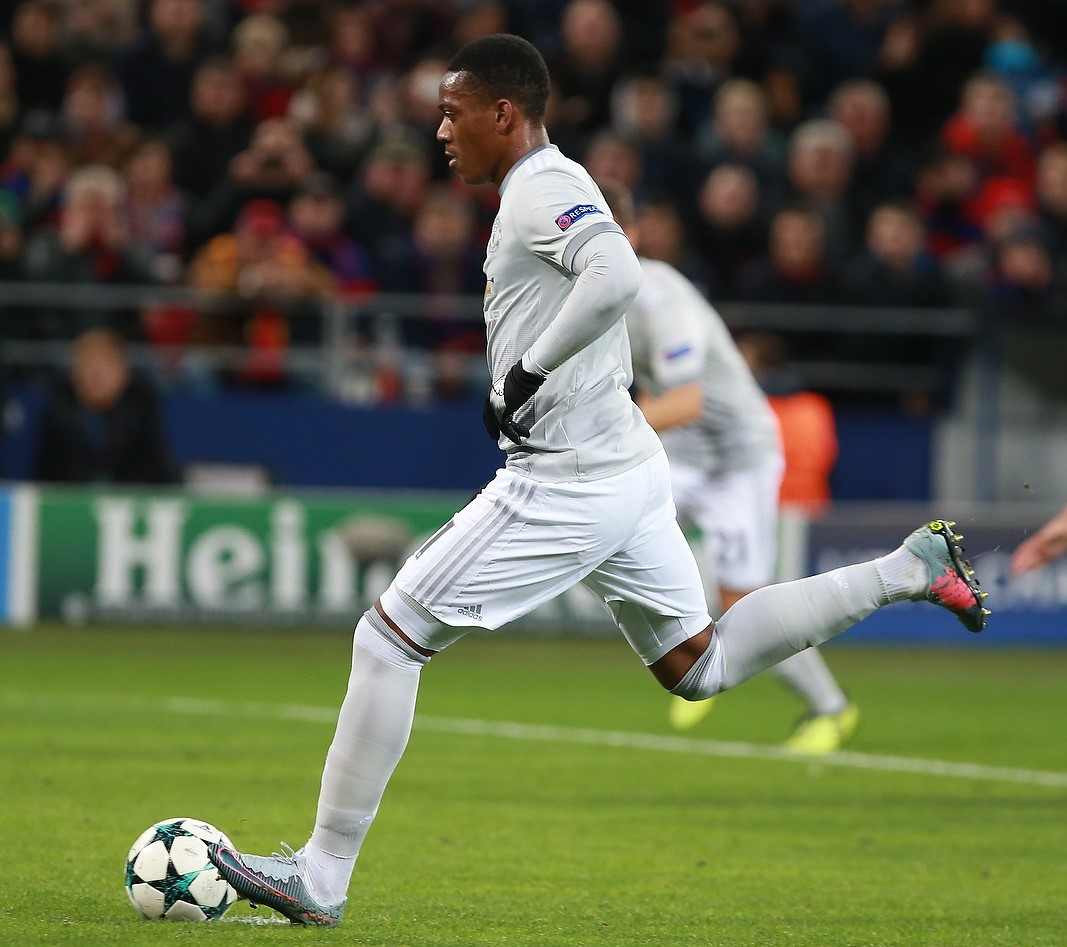
Martial prestes a fazer um gol de pênalti diante o CSKA de Moscovo na Liga dos Campeões.

Uma temporada depois, após uma irregular campanha na Liga dos Campeões, foram aos 16 avos da Europa League 2020–21. Nessa campanha, Martial não marcou gols e deixou de participar das partidas por conta de sua forte lesão no joelho sofrida em março de 2021. O clube, no entanto, chegou até a final, mas foram derrotados pelo Villarreal em uma longa disputa por pênaltis.
Até ser emprestado, Martial pôde entrar em campo na Liga dos Campeões da UEFA em cinco temporadas diferentes. No entanto, sua participação sempre foi muito discreta. Apesar de ter marcado seis gols nesse período, a equipe só conseguiu passar das oitavas de final uma vez.
Na Liga dos Campeões da UEFA de 2018–19, onde Anthony só marcou na estreia diante o BSC Young Boys, a equipe eliminou o PSG nas oitavas. No entanto, ao enfrentarem o Barcelona, a equipe de Philippe Coutinho e Lionel Messi eliminou as chances da equipe inglesa de passar de fase.
Seu período no Manchester, além ter momentos de brilho, também foram cercados de polêmicas. Em 2017, ainda sob o comando de José Mourinho, o jogador não aceitou aceitou a troca de números da camisa. A equipe havia conseguido contratar Zlatan Ibrahimović e o português deu-lhe o número 9, que outrora era de Martial.
Em 2022, Ralf Rangnick alegou que o atleta não aceitou jogar contra o Aston Villa pela Premier League. Futuramente, o francês rebateu o comentário e afirmou que nunca havia se recusado a estar em campo pelo clube que já defendia há sete anos. Um ano depois, agora sob o comando de Erik ten Hag, Anthony e o treinador discutiram sobre o baixo desempenho do atacante nos jogos.
Após estar na equipe por tantas temporadas, a equipe comandada por Erik ten Hag decidiu ceder o jogador por empréstimo até o fim da época. Na ocasião, Martial já tinha cumprido o primeiro semestre de 2021 e o atleta, que tinha contrato se encerrando ao fim da época 2023–24, aceitou deixar a equipe durante parte de 2022 para rumar à Espanha.

### Sevilla (empréstimo)
Com pouco espaço no United, foi emprestado para o Sevilla até o fim da temporada 2021-2022, teve atuações fracas, fez apenas 9 jogos marcando nenhum gol e fazendo uma única assistência. O time Rojiblanco não se interessou pela contratação do atacante e o mesmo deve retornou para para o Old Trafford.

### Retorno ao Manchester United

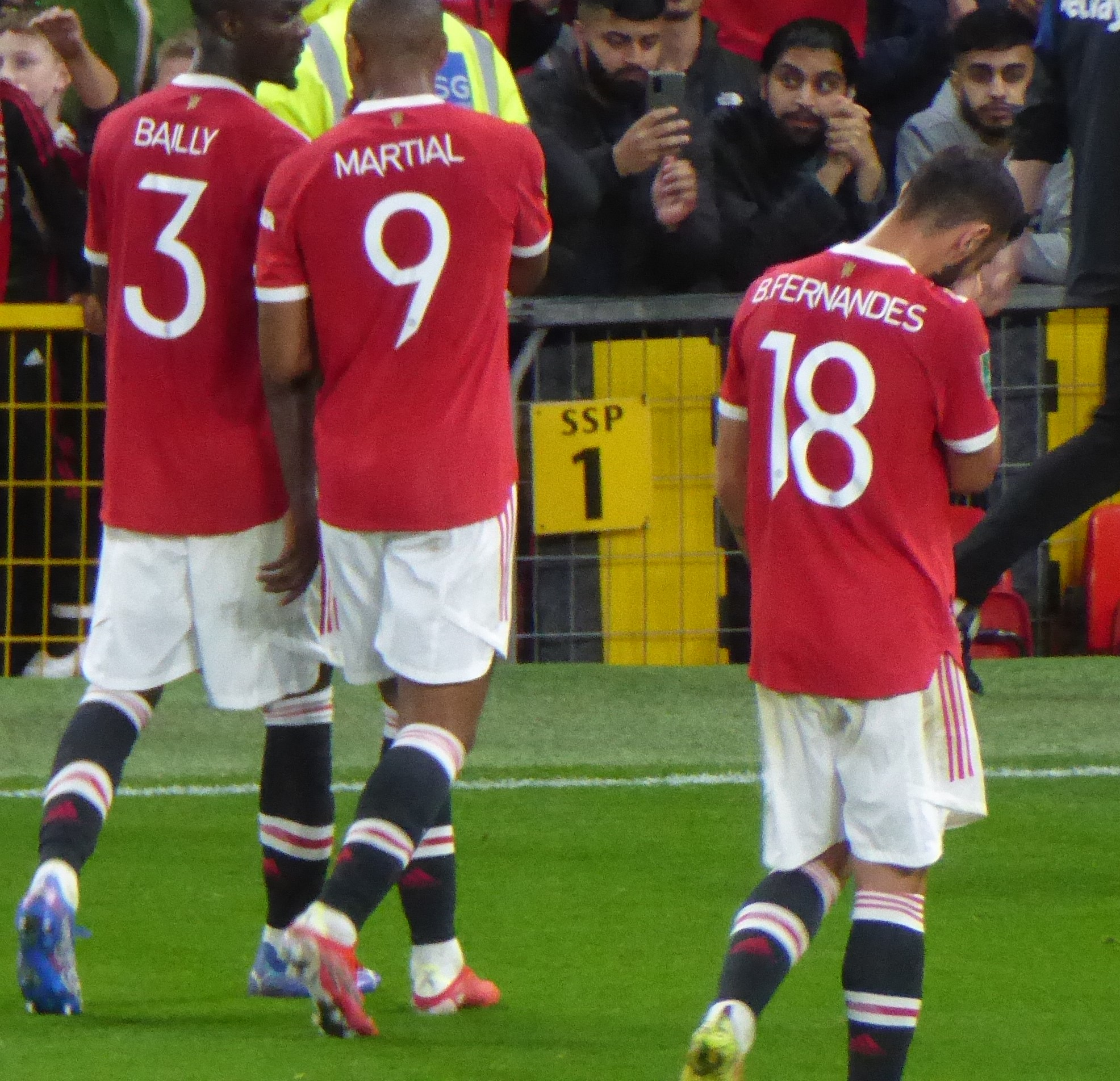
Martial voltou a usar a camisa 9 (em 2019) no Manchester United e ficou com ela até sua saída definitiva do clube.

Martial voltou a Old Trafford após o empréstimo ao Sevilla, durante a pré-época fez parte do tridente ofensivo ao lado de Marcus Rashford e Jadon Sancho. Em cinco partidas, fez três golos e uma assistência, frente ao Liverpool, ao Melbourne Victory e ao Crystal Palace. Após esses jogos, ficou sem marcar durante dois e falhou os dois restantes, incluindo o primeiro jogo da Premier League, contra ao Brighton, por contusão.
Em seu retorno, o jogador passou a ter menos oportunidades que antes. Na Premier League, em seu retorno, o atleta entre jogos e lesões, conseguiu chegar a marca de seis gols, tendo destaque na derrota diante o Manchester City por 6 a 3, mas ele o atleta do clube vermelho que mais vezes balançou as redes de Ederson naquele jogo.
Posteriormente, o atleta novamente balançou as redes do Chelsea, um dos times que ele mais havia marcado gols, na 32ª rodada da Premier League. Assim, em 21 partidas, chegou a marca de seis gols.
Na Premier League de 2023–24, sua última com a camisa do clube, o jogador havia tido o seu tempo reduzido na equipe. A chegada de atletas como Rasmus Højlund e Antony, além da ascensão Alejandro Garnacho, no ataque dos Red Devils, tiraram parte da oportunidade do francês de estar em campo. Assim, fizera apenas um gol naquela competição. Na partida, diante o Everton na 13ª rodada, o jogador recebeu um passe de Bruno Fernandes e estufou as redes de Jordan Pickford com seu pé direito.
Após esse tento, o atleta voltou a participar sem muito brilho no elenco. Seu último jogo, na Premier League, ocorreu no dia 9 de dezembro de 2023, quando ele fizera 56 minutos diante o Bournemouth. Posteriormente, por conta de uma lesão, precisou operar a virilha e não entrou mais em campo.
Em seu retorno, ele pôde novamente disputar a FA Cup. Nas duas temporadas, chegou na final em ambas e enfrentou o Manchester City. Na Copa da Inglaterra de 2022–23 fizera somente dois jogos, sendo o último deles a semifinal. Na decisão, ele sequer foi relacionado e a equipe de Josep Guardiola vencera o jogo por 2 a 1.
Pela Copa da Inglaterra de 2023–24, Martial não foi relacionado para nenhum jogo. A campanha do time, porém, não foi muito diferente da anterior. Após eliminarem uma equipe, novamente, nos pênaltis na semifinal, os Red Devils puderam enfrentar o Manchester City no jogo decisivo. Anthony não esteve em campo nesse momento por conta de sua lesão na virilha. O clube, porém, surpreendeu a equipe adversária e venceu a partida por 2 a 1.
Martial também esteve em campo na Copa da Liga Inglesa de 2022–23. Lá, em sua estreia, voltou a balançar as redes contra o Aston Villa. Por fim, na semifinal, voltou a destacar-se fazendo um gol no Nottingham Forest. Na decisão, ele novamente não esteve em campo por se tratar de uma lesão. Lá, no entanto, o time conseguiu conquistar o troféu ao vencerem o Newcastle por 2 a 0.
O jogador também voltou aos gramados para disputar a Copa da Liga Inglesa de 2023–24, e novamente fizera um tento na estreia. No jogo seguinte, o Newcastle conseguiu derrotá-los pelo placar de 3 a 0. Desse modo, o United foi eliminado.
Anthony despediu-se dos torcedores ao final da temporada 2023–24. Na ocasião, o contrato do francês havia se encerrado e não houve procura do clube inglês para renovar o seu contrato. Assim, após 317 partidas, com 90 gols feitos, Martial saiu da equipe em definitivo após nove anos.

### AEK Atenas
No dia 18 de setembro de 2024, assinou com o AEK Atenas.

## Seleção Francesa
Estreou pela Seleção Francesa em 4 de setembro de 2015 em partida amistosa contra Portugal. Foi convocado para a disputa da UEFA Euro 2016.
Marcou seu primeiro gol pela Seleção Francesa na vitória de 3–1 frente a Itália, em 1 de setembro de 2016.

## Títulos
Manchester United
- Copa da Inglaterra: 2015–16[102]
- Supercopa da Inglaterra: 2016
- Copa da Liga Inglesa: 2016–17, 2022–23
- Liga Europa da UEFA: 2016–17

Seleção Francesa
- Liga das Nações da UEFA: 2020–21

### Prêmios individuais
- Equipe do torneio do Campeonato Europeu Sub-19 de 2013[103]
- Golden Boy: 2015